# 千葉6人タッグ王座
千葉6人タッグ王座（ちばろくにんタッグおうざ）は、2AWが管理、認定していた王座。

## 歴史
2011年、KAIENTAI DOJO（後の2AW）が創設。4月30日、K-DOJO千葉Blue Field大会で行われた初代王座決定6人タッグトーナメントに優勝した旭志織&ヒロ・トウナイ&佐藤悠己組が初代王者になった。
2012年、王者の藤澤がK-DOJOを退団により、空位となって事実上封印状態となる。
2018年4月22日、K-DOJO後楽園ホール大会で行われた第6代王座決定6人タッグトーナメントに優勝した遊馬&吉野コータロー&ダイナソー拓真組が第6代王者になった。
2019年6月2日、管理団体が2AWに移った。
2020年2月23日、王者の滝澤大志&本田アユム&最上九組がタッグを解消により返上。その後、王座決定戦が行われないまま事実上封印状態となる。

## 歴代王者
| 歴代   | タッグチーム                                         | 戴冠回数 | 防衛回数 | 獲得日付       | 獲得場所 （対戦相手・その他）                                        |
| ------ | ---------------------------------------------------- | -------- | -------- | -------------- | -------------------------------------------------------------------- |
| 初代   | 旭志織&ヒロ・トウナイ&佐藤悠己                       | 1        | 3        | 2011年4月30日  | 千葉Blue Field 滝澤大志&梶トマト&マリーンズマスク（2代目）           |
| 第2代  | リッキー・フジ&火野裕士&バンビ                       | 1        | 3        | 2011年9月17日  | 千葉Blue Field                                                       |
| 第3代  | 柏大五郎&梶トマト&マリーンズマスク（2代目）          | 1        | 3        | 2011年12月18日 | 千葉Blue Field                                                       |
| 第4代  | TAKAみちのく&木高イサミ&真霜拳號                     | 1        | 0        | 2012年3月24日  | REINAアリーナ 返上                                                   |
| 第5代  | 藤澤忠伸&内田祥一&SATOSHI                            | 1        | 0        | 2012年6月17日  | 大阪ミナミ ムーブ・オン アリーナ HIROKI&房総ボーイ雷斗&関根龍一 封印 |
| 第6代  | 遊馬&吉野コータロー&ダイナソー拓真                   | 1        | 2        | 2018年4月22日  | 後楽園ホール 梶トマト&GO浅川&マリーンズマスク（4代目）               |
| 第7代  | 佐藤悠己&本田アユム&最上九                           | 1        | 3        | 2018年7月29日  | TKPガーデンシティ千葉                                                |
| 第8代  | 超人勇者Gヴァリオン&吉野コータロー&ダイナソー拓真    | 1        | 0        | 2018年12月24日 | Blue Field                                                           |
| 第9代  | タンク永井&吉田綾斗&花見達也                         | 1        | 4        | 2019年2月10日  | Blue Field                                                           |
| 第10代 | ラッセ&ヤッペーマン1号&ヤッペーマン2号               | 1        | 1        | 2019年6月20日  | 新木場1stRING                                                        |
| 第11代 | ザ・グレート・サスケ&バラモン・シュウ&バラモン・ケイ | 1        | 0        | 2019年7月13日  | 矢巾町民総合体育館                                                   |
| 第12代 | ラッセ&ヤッペーマン1号&ヤッペーマン2号               | 2        | 1        | 2019年7月14日  | 仙台ヒルズホテル                                                     |
| 第13代 | ザ・グレート・サスケ&バラモン・シュウ&バラモン・ケイ | 2        | 0        | 2019年8月18日  | エスモール屋上駐車場                                                 |
| 第14代 | ラッセ&ヤッペーマン1号&ヤッペーマン2号               | 3        | 0        | 2019年8月24日  | 新木場1stRING                                                        |
| 第15代 | 十嶋くにお&本田アユム&最上九                         | 1        | 0        | 2019年9月1日   | 後楽園ホール                                                         |
| 第16代 | 梶トマト&ダイナソー拓真&CHANGO                       | 1        | 0        | 2019年10月11日 | 新木場1stRING                                                        |
| 第17代 | タンク永井&吉田綾斗&吉野コータロー                   | 1        | 1        | 2019年11月10日 | TKPガーデンシティ千葉                                                |
| 第18代 | 滝澤大志&本田アユム&最上九                           | 1        | 0        | 2020年1月10日  | 新木場1stRING 返上                                                   |